# Kawthaung
Kawthaung – miasto w Mjanmie, w prowincji Taninthayi. Według danych na rok 2014 liczyło 57 949 mieszkańców.